# Christiane Gaehtgens
Christiane Gaehtgens (geborene Schmiel) (* 14. Juli 1957 in Wilhelmshaven; † 9. August 2020 in Dair al-Qamar, Libanon) war eine deutsche Generalsekretärin und Bildungsexpertin und bis zu ihrem Unfalltod Landeskoordinatorin der Deutschen Gesellschaft für Internationale Zusammenarbeit (GIZ) in Libanon.

## Leben
Die in Wilhelmshaven geborene Christiane Schmiel hat in Bonn Vergleichende Literatur studiert (Germanistik, Slavistik). Sie wurde 1991 dort promoviert und hat als Visiting Research Fellow an der University of Washington, Department of Comparative Literature gewirkt. Bis 1994 war sie Head of North America Desk und anschließend Leiterin des Londoner Büros des Deutschen Akademischen Austauschdienstes (DAAD). Von 1998 bis 2003 war sie bei der Wissenschaftliche Kommission Niedersachsens als Generalsekretärin tätig, danach war sie Generalsekretärin der Hochschulrektorenkonferenz.
Sie betrieb seit 2008 eine eigene Consultingfirma. Seit 2015 war sie für die GIZ in Äthiopien, ab 2017 in Beirut tätig.
Bei der Europawahl 2014 kandidierte Gaethgens für die FDP.
Sie war mit Peter Gaehtgens verheiratet. 2020 verstarb sie bei einem Unfall im Libanon, wo sie für die Deutsche Gesellschaft für Internationale Zusammenarbeit tätig war.

## Veröffentlichungen
- Eine Uni für alle. In: Die Zeit. 34/2009, 13. August 2009. (zeit.de)
- Does Size Matter? – The Example of the “Excellence Initiative” and Its Impact on Smaller Universities in Germany. In: R. M. O. Pritchard, M. Klumpp (Hrsg.): Diversity and Excellence in Higher Education. Sense, Rotterdam 2015, ISBN 978-94-6300-170-0, S. 19–30.
- C. Gaehtgens, R. Peter: Using the Classification in the European Research Area. In: F. van Vught (Hrsg.): Mapping the Higher Education Landscape. Higher Education Dynamics. Vol 28, Springer, Dordrecht 2009, ISBN 978-90-481-2248-6. doi:10.1007/978-90-481-2249-3_8